# Keita Yamashita
Keita Yamashita (japanisch 山下 敬大 Yamashita Keita; * 13. März 1996 in der Präfektur Fukuoka) ist ein japanischer Fußballspieler.

## Karriere
Yamashita erlernte das Fußballspielen in der Schulmannschaft der Kyushu International University High School und der Universitätsmannschaft der Fukuoka-Universität. Seinen ersten Vertrag unterschrieb er 2018 beim Renofa Yamaguchi FC in Yamaguchi. Der Verein spielte in der zweithöchsten Liga des Landes, der J2 League. Für den Verein absolvierte er 72 Ligaspiele. 2020 wechselte er zum Ligakonkurrenten JEF United Chiba. Für JEF stand er 34-mal in der zweiten Liga auf dem Spielfeld. Im Januar 2021 verpflichtete ihn Sagan Tosu. Mit dem Verein aus Tosu spielte er 35-mal in der ersten Liga. Zu Beginn der Saison 2022 unterschrieb er im Januar 2022 einen Vertrag beim Ligakonkurrenten FC Tokyo. Zu Beginn der Saison 2023 wechselte er auf Leihbasis zum Ligakonkurrenten Shonan Bellmare. Für den Verein aus Hiratsuka bestritt er fünf Ligaspiele. Mitte August 2023 kehrte er nach der Ausleihe zum FC Tokyo zurück.